# Politikai beszéd
A politikai beszéd a szónoki beszéd típusa: tárgya a hallgatóság jövőjét befolyásoló államügy, javaslat, cél. A politikai beszéd e cél érdekében történő rábeszélés vagy lebeszélés.

## Típusai
Két fő típusa a népszónoklat és a parlamenti beszéd.

### Népszónoklat
Jellemzője, hogy a szónok a hallgatók érzelmeire, erkölcsi érzékére hivatkozik, és – bár beszédéből nem hiányoznak az érvek és az értelmi bizonyítékok – elsősorban az affektivitással próbál nagy tömegeket mozgósítani. Pl.: Kossuth Lajos: Kiáltvány a néphez című politikai beszédében a haza védelmére szólítja fel a nemzetet:
"Atyámfiai! Véreim! Polgártársaim! Az örökkévaló Istennek nevében, ki az igazságot védi, és megbünteti az árulást, fegyverre szólítom fel a nemzetet: szegény magyar hazánk megvédésére. […] Ha most a magyar nemzetnek minden fia, aki csak karját bírja, fel nem kél hazáját védeni, akkor kiirtanak saját hazádból, szegény magyar nép! Országodat, mit őseid vérrel szereztek, árulással szétdarabolják. A magyar földet, mit véres verejték közt míveltél, s mit a magyar nemesség, a király gonosz tanácsosai dacára, szabaddá tett, rác rablók és illír pártütők közt osztják ki, s téged, szegény elárult magyar nép, ki fognak irtani az élő nemzetek sorából, hogy szegény hazádnak még csak neve se maradjon fenn. Nem! ezt az örökkévaló Isten nem engedheti. A magyar nemzet, melynek hűségéért, hosszas, türelmes szenvedéséért most ily alávaló hitszegéssel, ily rút háládatlansággal fizetnek, nem lehet oly gyáva, hogy védtelenül hajoljon meg a gyilkosok előtt, és veszni hagyja szegény hazáját, zsákmányul a hitvány árulóknak. Még a nyomorult féreg sem tűri, ha lábbal tapodják. A magyar nép nem leszen, nem lehet gyávább a féregnél. Aki nem akar hontalan vándor koldussá lenni, akinek szívében a becsületnek, a hazafiságnak legkisebb szikrája ég, aki nem akarja a szolgaságnak keserves bilincsét hordozni, akinek nője, gyermeke van, aki nem akarja apái sírját megfertőztetni, aki nem akarja, hogy gyermekei megátkozzák, aki szabadságot kíván e földön, s üdvösséget vár a másvilágon: az fel fog kelni Isten és haza nevében, a rablókat, pártütőket semmivé tenni, és megbosszulni a hitszegést, és Magyarország függetlenségét és a magyar nép törvényes szabadságát megvédeni."

### Parlamenti beszéd
Művelt hallgatósághoz szóló beszéd, logikusan kidolgozott érvrendszer és művészi szerkezet jellemzi. Például: Deák Ferenc: A lelkiismereti szabadságról című beszéde.